# Ahcène Medjbouri
Ahcène Medjbouri est un footballeur international algérien né le 26 février 1963 à El Harrouch dans la wilaya de Skikda. Il évolue au poste d'avant centre ; sa carrière professionnelle dure de 1982 à 1997. Il compte six sélections en équipe nationale entre 1990 et 1991,.

## Palmarès

### En clubs
- Finaliste de la Coupe d'Algérie en 1986 avec l'ES Collo.
- Finaliste de la Coupe d'Algérie en 1997 avec le CA Batna.

### Avec l'équipe d'Algérie
Le tableau suivant indique les rencontres de l'équipe d'Algérie dans lesquelles Ahcène Medjbouri a été sélectionné depuis le 17 décembre 1990 jusqu'au 7 avril 1991.